# Ferrari F116/F133
Il Ferrari F116/F133 è una famiglia di motori a benzina prodotti dalla casa automobilistica italiana Ferrari dal 1992 al 2011.

## Descrizione

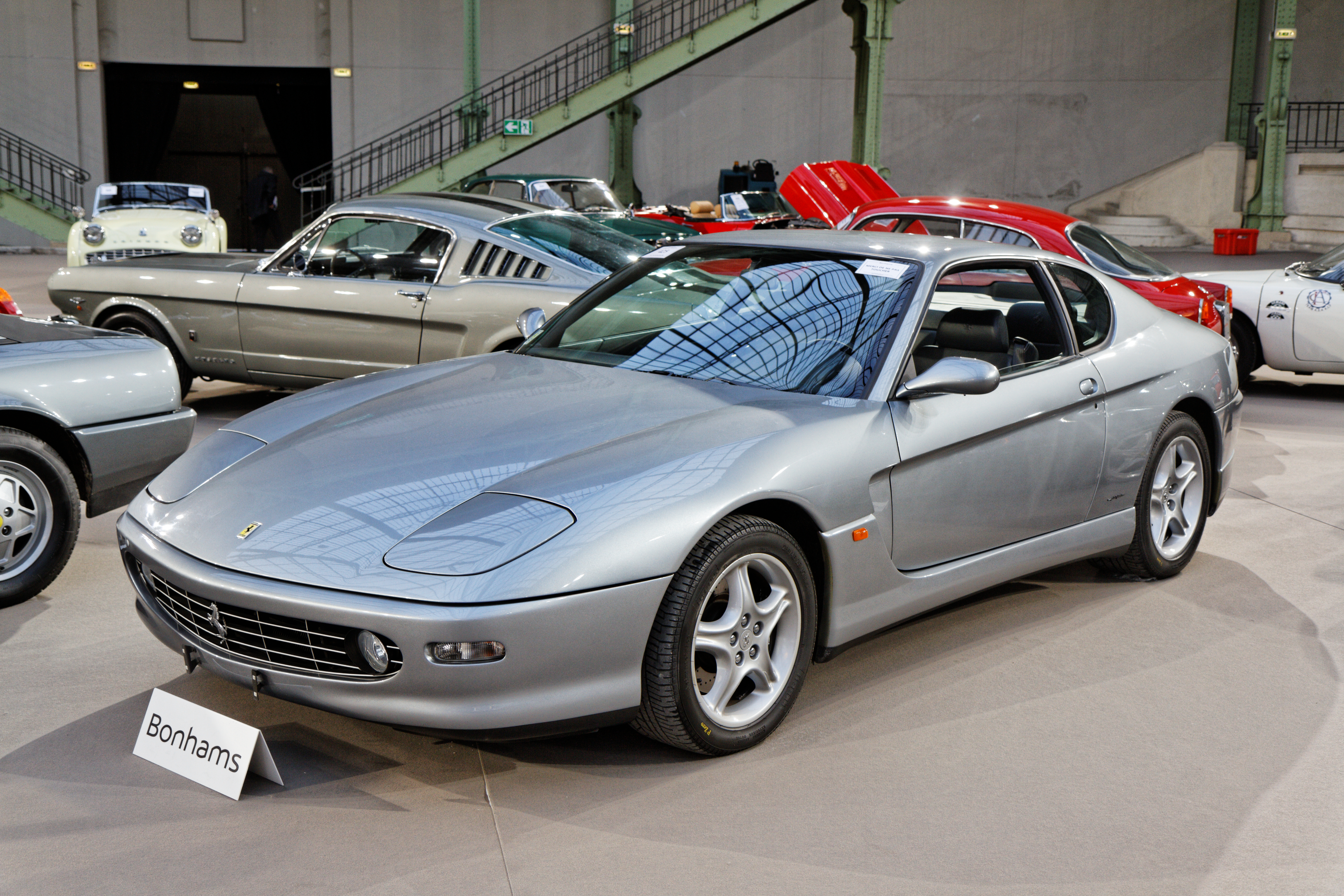
Ferrari 456 GT, prima vettura a montare il motore F116

È una serie di motori a benzina bialbero a 4 valvole per cilindro con architettura V12 a 65°. Il primo motore della famiglia denominato F116, che ha esordito con la Ferrari 456 GT, aveva una cilindrata di 5,5 litri e sostituiva il precedente motore Ferrari F101 V12 a 60° derivato dal motore Colombo usato nella Ferrari 412. Una variante più performante del motore denominata F133 ha debuttato nel 1996 sulla Ferrari 550 Maranello, sostituendo i motori a 12 cilindri piatto montati sulla serie Testarossa.
La produzione dell'F116 cessò nel 2003; nello stesso anno la cilindrata della F133 fu aumentata a 5,7 litri, cubatura inizialmente destinata alla sola Ferrari 575M Maranello, per poi essere utilizzata sulla Ferrari 612 Scaglietti dall'anno successivo. Il pensionamento di quest'ultimo modello nel 2011 coinciderà con il termine della produzione dei motori F133. Tutta la famiglia dei motori venne sostituita dal Ferrari F140.
Questi motori presentavano lubrificazione a carter secco e una distribuzione a 48 valvole azionati da due alberi a camme in testa per bancata. Il blocco e le testate sono stati realizzati in lega leggera, con rivestimenti dei cilindri in lega trattata al Nikasil. Inizialmente era presente un sistema Bosch Motronic 2.7 sia per l'iniezione che per l'accensione del motore, ma nel 1996 venne sostituito da un'unità Motronic 5.2 e da un sistema Motronic ME7 per le versioni da 5,7 litri.
Alcune scuderie private hanno realizzato varie versioni da competizione del motore basandosi sul variante F133A, senza alcun supporto dalla Ferrari. Questi motori furono usati in varie vetture da corsa come sulla 550 GT, in particolare sulla 550 GTS sviluppata dalla Prodrive che ottenne molte vittorie nel campionato FIA GT, nella European Le Mans Serie e nella 24 ore di Le Mans. Una versione da gara da 6.0 litri del motore F133 è stata sviluppata congiuntamente dalla Ferrari e dalla N.Technology per essere montata sulla Ferrari 575 GTC.
La variante da 5,5 litri della famiglia di motori F116/F133 ha ottenuto nel 2000 e 2001 il premio Motore Internazionale dell'Anno nella categoria "superiore ai 4,0 litri".